# Giorgio Scudellari
Giorgio Scudellari (Santiago del Cile, 10 aprile 1908 – San Paolo, 1966) è stato un fumettista e animatore italiano.

## Biografia
Nato in Cile, ritorna in Italia quando ha 22 anni ed esordisce nel 1934 come disegnatore con la storia "Dal deserto alla giungla" sul primo numero de L'Avventuroso edito dalla Nerbini. Sempre nel 1934 disegnò alcune strisce con il personaggio di Topolino per il supplemento della serie omonima dedicata al personaggio. Grazie al confronto con la produzione di fumetti americani pubblicati sulla testata e da quello con gli altri autori della Nerbini come Giove Toppi e Moroni Celsi, Ferdinando Vichi e Guido Zamperoni, sviluppa un proprio stile capace di produrre storie nei diversi generi, dal western all'umoristico, dall'avventuroso al poliziesco, pubblicate sulle varie serie della Nerbini per le quali idea anche i loghi delle testate e disegna molte copertine. Inventa anche personaggi suoi come Romolo nel 1936 che verrà pubblicato fino al 1941, prima su Il Giornale di Cino e Franco e poi su Pinocchio e su Pisellino; nel 1937 disegna anche una versione a fumetti delle avventure di Pinocchio su testi di Paolo Lorenzini.
Dal 1939 al 1941, oltre che con la Nerbini collabora anche con l'Editrice Universo per la quale realizza ventisei numeri degli Albi dell'Intrepido e con le Edizioni Alpe per le quali realizza storie a fumetti della seria Volpe nella collana Le più belle avventure. Dal 1942 passa all'editore Edital per il quale collaborare alla serie l'Albo dei bambini per il quale realizza storie di ambientazione bellica. Dal 1945 collabora al settimanale Il Cow Boy edito da Giovanni De Leo e in seguito per la testata L'eroico della E.P.I. di Mancuso (1945) e ad alcuni albi della serie poliziesca Ravengart delle Edizioni del Pino.
Ritorna in Sud America alla fine del 1946, rimanendo in Argentina fino al 1949 da dove continua a collaborare con diversi editori italiani; prende infatti il posto di Carlo Cossio nella realizzazione della serie Dick Fulmine pubblicato dalle Edizioni Juventus negli Albi dell'Audacia fino al 1950. Nel 1947 disegna la serie Il giustiziere del West su testi di Gianluigi Bonelli pubblicato negli albi della collana Il giustiziere mascherato.
Nel 1949 rientra in Italia dove, fino al 1950 lavora alla serie Simbar su testi di Angelo Saccarello e, dal 1952, alla serie Rodeo e ad alcune riduzioni a fumetti di romanzi per ragazzi per Lo Scolaro e il racconto "Pattuglia di frontiera", pubblicato su Avventure, di Giovanni De Leo, che è anche la sua ultima storia a fumetti disegnato in Italia. In Italia si era occupato anche di animazione, partecipando alla La Rosa di Bagdad, un lungometraggio animato di Anton Gino Domenghini, oltre a una serie di cortometraggi pubblicitari per la IMA Film di Milano oltre a una breve collaborazione col disegnatore Giulio Chierchini nel campo dell'animazione pubblicitaria.
Ritornò quindi definitivamente in Sud America, stabilendosi in Argentina; morì a San Paolo del Brasile in un incidente automobilistico nel 1966.